# 直接金修復法
直接金修復法（ちょくせつきんしゅふくほう）とは、歯牙の修復において、金を直接・緊密に充填する修復法のこと。今の日本では、ほとんど選択されることのない修復法である。

## 特徴
金修復および修復材料としての金箔の利点欠点について。

### 利点
- 表面が汚染されていない場合、常温で分子結合が起きる。
- 加圧によって容易に溶接が可能。
- 展延性によって辺縁封鎖性に優れている。
- 十分な硬さを有している。
- 唾液等で溶解せず、腐食もない。
- 歯牙の変色が起きない。
- 生体為害性がない。
- 処置が短期間（ほとんどが1回）で済む。

### 欠点
- 金色が目立つ。
- 熱伝導率が高すぎる。
- 操作性が悪い。
- 充填時に槌打することによって、痛みや不快感を与えることがある。

## 適応
- 初期齲蝕
- 磨耗症

なお、金自体には歯質接着性を持たないため、便宜形態として起始点を形成する必要がある。

## 禁忌
- 広範囲に及ぶ齲蝕
- 歯髄腔が大きいために、十分な窩洞形成ができないもの
- 著しい咬耗症
- ラバーダム防湿が難しい場合
- 根未完成歯
- 槌打に耐えられない患者